# TsAGI
TsAGI(Центра́льный аэрогидродинами́ческий институ́т, ЦАГИ, 중앙 에어로 유체 역학 연구소)은 러시아의 기업 집단이다. 1918년 니콜라이 주콥스키가 창립하여 지금까지 이르고 있다.
최근 TsAGI는 부란 우주왕복선을 개발주도하였다.

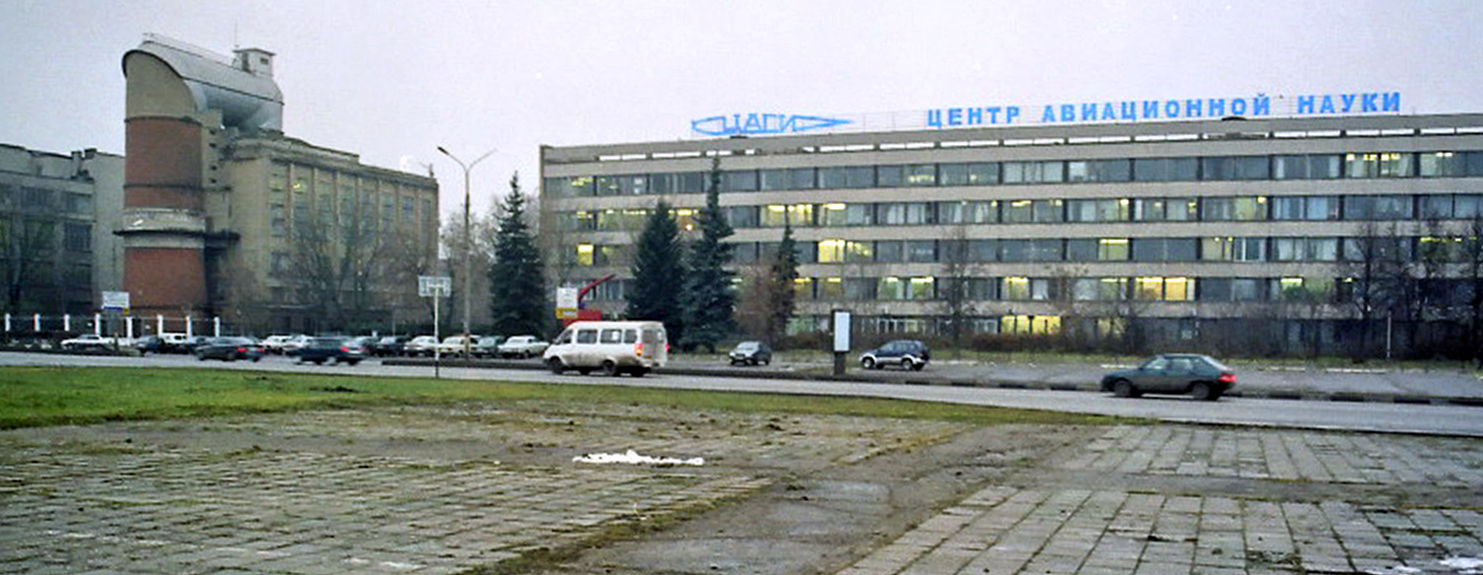
TsAGI 전경

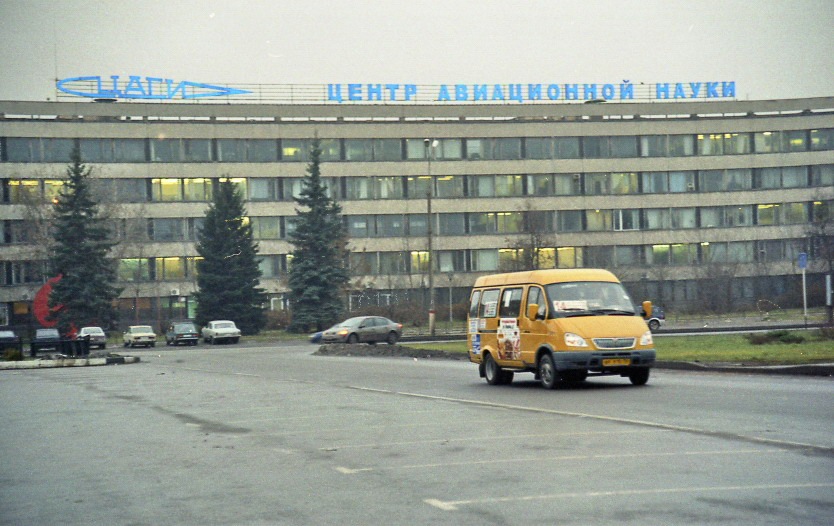
TsAGI를 멀리서 본 모습

## 연혁
- 1918년 12월 1일 니콜라이 주콥스키 회사 설립